# Greatest Sits
Greatest Sits är den svenska musikgruppen Soffgruppens första och enda musikalbum, utgivet på skivbolaget Nacksving 1975. Skivan utgavs på LP.

## Låtlista
A
1. "Greatest Sits" – 3:30
2. "Jag tänker" – 6:55
3. "Dassmedia" – 6:38
4. "Balladen" – 2:20

B
1. "Grunkfunk" – 3:57
2. "Fria händer" – 9:30
3. "Påmm fritt" – 3:30
4. "Vindkraft" – 3:35

## Medverkande
- Michael Bergek – tekniker
- Stephen Franckevich – trumpet
- Anders Kjellberg – trummor, congasa, bjällror
- Matz Nilsson – elbas, kontrabas
- Pierre Swärd – piano, hammondorgel, koskälla
- Nils Wålstedt – tekniker
- Clas Yngström – gitarr

### Fotnoter
1. ↑  ”Greatest Sits”. Discogs.com. http://www.discogs.com/Soffgruppen-Soffgruppen/release/2430378. Läst 13 januari 2013.